# 酒井ゆうじ
酒井 ゆうじ （さかい ゆうじ、1958年 - ）は、日本のモデラー（原型師）、怪獣造形師。ゴジラをはじめとする怪獣の原型製作で知られる。福島県 須賀川市出身・在住。
1989年に、立体造形のコンテスト「第1回海洋堂アートプラ大賞」の大賞を受賞。海洋堂から多くの怪獣キットの原型を手がける。自らも1993年にガレージキットメーカー「有限会社酒井ゆうじ造形工房」を主催し、数々の作品を発表している。
1994年に、東宝映画『ヤマトタケル』に登場するヤマタノオロチの検討用ひな形の作成を川北紘一監督から依頼される。続いて1995年の『ゴジラvsデストロイア』で造形スタッフとなり、撮影を手伝う。2000年の『ゴジラ2000ミレニアム』では、新作ゴジラの造形デザインを手がける。
著書として、2005年の『GODZILLA DREAM 酒井ゆうじ怪獣造形作品集』（ホビージャパン）、2013年の『酒井ゆうじ怪獣造形作品集 GODZILLA DREAM evolution』（ホビージャパン）がある。
須賀川市市民交流センターの円谷英二ミュージアム開設時に、映画『夢の挑戦 〜ゴジラ須賀川に現る〜』に登場する初代ゴジラのスーツの造形の監修をはじめ、館内の怪獣を中心とした展示物の監修を務める。